# Куршино
Куршино — деревня в Вятскополянском районе Кировской области России. Входит в состав Кулыжского сельского поселения.

## География
Деревня находится в южной части Кировской области, в зоне хвойно-широколиственных лесов, в пределах правобережной части долины реки Вятка, на расстоянии приблизительно 9 км (по прямой) к юго-востоку от города Вятские Поляны, административного центра района. Абсолютная высота — 81 м над уровнем моря.
Климат
Климат характеризуется как умеренно континентальный, с умеренно холодной зимой и тёплым летом. Среднегодовая температура — 2,9 °C. Средняя температура воздуха самого холодного месяца (января) составляет −13,8 °C (абсолютный минимум — −48 °С); самого тёплого месяца (июля) — 19,1 °C (абсолютный максимум — 38 °С). Безморозный период длится в течение 126—131 дня. Годовое количество атмосферных осадков — 453—506 мм, из которых 245—275 мм выпадает в период с мая по сентябрь. Снежный покров держится в течение 150 дней.
Часовой пояс
Деревня Куршино, как и вся Кировская область, находится в часовой зоне МСК (московское время). Смещение применяемого времени относительно UTC составляет +3:00.

## Население
| 2010 |
| ---- |
| 344  |

Половой состав
По данным Всероссийской переписи населения 2010 года, в гендерной структуре населения мужчины составляли 43,3 %, женщины — соответственно 56,7 %.
Национальный состав
Согласно результатам переписи 2002 года, в национальной структуре населения русские составляли 83 % из 350 чел.